# Prolacurbs singularis
Genre
Espèce
Prolacurbs singularis, unique représentant du genre Prolacurbs, est une espèce d'opilions laniatores de la famille des Biantidae.

## Distribution
Cette espèce est endémique de la région Orientale au Ghana. Elle se rencontre vers Aburi.

## Description
Le mâle holotype mesure 3 mm.

## Publication originale
- Roewer, 1949 : « Über Phalangodidae II. Weitere Weberknechte XIV. » Senckenbergiana, vol. 30, p. 247–289.